# Monoculodes subnudus
Monoculodes subnudus är en kräftdjursart som beskrevs av Norman 1889. Monoculodes subnudus ingår i släktet Monoculodes och familjen Oedicerotidae. Arten är reproducerande i Sverige. Inga underarter finns listade i Catalogue of Life.